# Bunaeopsis bomfordi
Bunaeopsis bomfordi is een vlinder uit de familie nachtpauwogen (Saturniidae), onderfamilie Saturniinae.
De wetenschappelijke naam van de soort is voor het eerst geldig gepubliceerd door Pinhey in 1962.